# Sevran
Sevran és una comuna francesa, situada al departament de Sena Saint-Denis i a la regió de l'Illa de França. L'any 1999 tenia 47.063 habitants.
Forma part del cantó de Sevran i del districte de Le Raincy. I des del 2016, de la divisió Paris Terres d'Envol de la Metròpoli del Gran París.

## Persones il·lustres
- Kaaris (Okou Gnakouri), raper francoivorià.